# Rise and Fall: Civilizations at War
Rise and Fall: Civilizations at War est un jeu de stratégie en temps réel qui se déroule pendant l'antiquité créé par Midway et Stainless Steel Studios en 2006.
Le jeu met en scène quatre civilisations, à savoir les Égyptiens, les Grecs, les Perses et les Romains. Chacune d'elles dispose d'unités diverses et distinctes d'une civilisation à l'autre. Mais la possibilité d'incarner périodiquement un héros donne une dimension autre au jeu. De même les batailles navales offrent davantage de possibilités : capture de vaisseaux ennemis à l'aide de grappins, brèves accélérations des navires permettant d'envoyer les navires adversaires par le fond, et même possibilité pour les rescapés de nager pour retrouver la rive.

## Accueil
| Rise and Fall: Civilizations at War |      |       |
| Média                               | Pays | Notes |
| GameSpot                            | US   | 66 %  |
| IGN                                 | US   | 60 %  |
| Jeuxvideo.com                       | FR   | 12/20 |
| Joystick                            | FR   | 6/10  |
| Compilations de notes               |      |       |
| Metacritic                          | US   | 64 %  |

## Doublage
- Pierre Tessier : Alexandre le Grand
- Cédric Bineau
- Marc Brunet
- Florence Dumortier : Cléopâtre
- Jean-Pierre Gaby
- Tony Joudrier
- Patrice Melennec
- Lorenzo Pancino
- Emmanuel Rausenberger
- Antoine Tomé